# Mercedes-Benz OM 651
Der Motor OM 651 ist ein Dieselmotor der Daimler AG, der im Oktober 2008 im Modell Mercedes-Benz C 250 CDI BlueEFFICIENCY vorgestellt wurde. Der Vierzylinder-Reihenmotor ist der Nachfolger der OM-646-Vierzylinder-Baureihe und soll auch die schwächeren Versionen des V6-Motors OM 642 ersetzen. Der OM 651 ist keine überarbeitete Version des OM 646, sondern wurde komplett neu entwickelt.
Vormontiert wird der Motor im Werk Stuttgart, fertiggestellt bei MDC Power in Kölleda (Thüringen). Das Kurbelgehäuse wird von den Eisengießereien Fritz Winter und Halberg zugeliefert.

## Technik

### Grundmotor
Der Motor hat ein Kurbelgehäuse aus Grauguss, einen Leichtmetall-Zylinderkopf und je Zylinder vier V-förmig im Winkel von 6° hängende Ventile (Vierventiltechnik), zwei obenliegende Nockenwellen und Rollenschlepphebel, die auf ruhenden Ventilspiel-Ausgleichselementen gelagert sind.
Der Antrieb der Nockenwellen sitzt am hinteren Motorende (Abtriebsseite), um die Bauhöhe am vorderen Ende möglichst niedrig zu halten. Das ermöglicht bei längs eingebautem Motor eine flache und nach hinten ansteigende Motorhaube zugunsten von Aerodynamik und Fußgängerschutz. Um die Baulänge des Motors zu vermindern ist der Antrieb zweistufig: Erst über Zahnräder, da diese zwischen Motor und Getriebe weniger Platz brauchen und in der zweiten Stufe über eine Einfach-Rollenkette. Die Zahnräder treiben auch die Kraftstoff-Hochdruckpumpe und zwei nadelgelagerte Ausgleichswellen (Lanchester-Ausgleich) an.
Der Hubraum beträgt 1796 cm³ oder 2143 cm³ mit einer Bohrung von 83 mm und einem Hub von 83 oder 99 mm, bei einem Zylinderabstand von 94 mm. In der 2,1-Liter-Version (mit Pleuellänge 143,55 mm) ist der Motor viel langhubiger ausgelegt als der Vorgänger, was im Hinblick auf einen höheren Spitzendruck günstig ist. Das Verdichtungsverhältnis ist mit 16,2:1 etwas niedriger als beim Vorgänger.

### Aufladung und Abgas
Bei den stärkeren Versionen 220 CDI BlueEFFICIENCY und 250 CDI BlueEFFICIENCY sorgen zwei Turbolader von BorgWarner in zweistufiger Anordnung für eine bessere Zylinderfüllung. Beide Turbinen und Verdichter sind in Reihe geschaltet: Das Abgas strömt erst durch die Hochdruckturbine, die den Hochdruckverdichter antreibt und dann durch die Niederdruckturbine. Die Ansaugluft wiederum wird erst durch den Niederdruck- und anschließend den Hochdruckverdichter geleitet. Den Ladedruck regelt ein verstellbarer Turbinenbypass (ähnlich einem Wastegate), der das Abgas unter Umgehung der Hochdruckturbine direkt zur Niederdruckturbine leitet. Bei hoher Motordrehzahl wird die Ladeluft um den Hochdruckverdichter herumgeleitet, um den Hochdrucklader nicht zu überlasten. Der Ladedruck beträgt bei der 150-kW-(204-PS)-Variante knapp 3 bar (absolut).
Die schwächeren Aggregate bis 105 kW (143 PS) haben einen einzelnen Turbolader mit verstellbaren Turbinenleitschaufeln (VTG-Lader) von IHI. Alle Versionen haben einen Ladeluftkühler (Intercooler).
Es gibt eine gekühlte Abgasrückführung (AGR) mit Vor- und Hauptkühler. Je nach Betriebspunkt des Motors wird der Hauptkühler über ein von Handtmann gefertigtes Abgasrückführventil (AGR) umgangen, um die Temperatur der rückgeführten Abgase zu steuern.

### Einspritzung
Die Common-Rail-Einspritzung arbeitet mit einem Kraftstoffdruck bis zu 2000 bar. Die schwächeren Motorvarianten haben magnetbetätigte, die stärkeren hingegen Piezo-Injektoren, bei denen die Düsennadel direkt betätigt wird, so dass pro Verbrennungsvorgang bis zu fünf einzelne Einspritzungen möglich sind. Durch die geschlossene Bauweise dieser Injektoren entfällt außerdem die Leckleitung.
Die Kraftstoff-Hochdruckpumpe wird saugseitig gedrosselt, um den Förderstrom bedarfsgerecht einzustellen. Dies reduziert die Erwärmung des Treibstoffs, so dass dafür kein Kühler erforderlich ist, und reduziert auch die Pumpen-Antriebsleistung.
Ab Mitte 2010 wurde bei einem Teil der Typvarianten des 220 CDI in der Motoren-Produktion anstelle der Piezo- nur noch Magnet-Injektoren der Firma Delphi verwendet.
Ab Frühjahr 2011 bekamen dann sämtliche Varianten des 220 CDI die Magnet-Injektoren. Der 250 CDI wurde nie umgestellt – es blieb bei den mehrfach geänderten und überarbeiteten Piezo-Injektoren. Danach wurde es ruhiger um das Thema „Injektor-Probleme beim OM 651“. Nur noch vereinzelt waren Ausfälle beim 220 CDI und 250 CDI zu beklagen. Auch diese Einzelfälle wurden allerdings vom Hersteller ernst genommen und analysiert.
Eine Zeit lang lief eine großflächige Kundendienstmaßnahme, um Fahrzeuge mit OM 651 Diesel auf den aktuellen Serienstand zu bringen. Im Rahmen des Werkstattaufenthalts wurden beim 250 CDI die Piezo- auf Magnet-Injektoren umgerüstet. Zugleich wurde ein neues Motorsteuergerät eingebaut und die Motorabdeckung wegen des neuen Steuergerätes gewechselt sowie eine Kraftstoffrücklaufleitung nachgerüstet. Die Nachrüstung war notwendig, da die bisherigen Piezo-Injektoren ohne Rücklauf auskamen, dieser aber bei den Magnet-Injektoren erforderlich ist.
Auch der 220 CDI fiel unter die Kundendienstmaßnahme. Sofern nicht schon ab Werk ausgerüstet, wurden hier ebenfalls die Piezo- gegen Magnet-Injektoren ausgetauscht. Fahrzeuge die bereits mit Magnet-Injektoren ab Werk ausgerüstet waren, erhielten vier neue Injektoren der aktuellen Generation (soweit nicht schon damit ausgerüstet). Die Arbeiten waren für den Kunden kostenlos und dauerten rund 2 bis 3 Stunden. Den 200 CDI betraf dieses nicht, er hatte von Beginn an Magnet-Injektoren und war zu keiner Zeit von den Injektor-Ausfällen betroffen.

### Kühlung und Schmierung
Der Motor hat eine bedarfsgesteuerte Wasserpumpe. Die Steuerung kann durch einen pneumatisch angesteuerten Schieber den Kühlmittelstrom absperren, um erstens weniger Antriebsleistung für die Pumpe zu verbrauchen, und um zweitens bei kaltem Motor die Brennräume schneller zu erwärmen. Die Solltemperatur des Kühlmittels beträgt normalerweise 100 °C, wird aber bei hoher Last und auch abhängig vom Fahrverhalten auf bis zu 80 °C herabgesetzt.
Die Ölpumpe ist eine Flügelzellenpumpe mit druckabhängiger Förderrate. Sie regelt den Druck im Hauptölkanal nach dem Ölfilter, um die Antriebsleistung der Pumpe bei niedriger Filterbeladung zu verringern. Die Kolbenkühlung über Ölspritzdüsen wird kennfeldabhängig zu- oder abgeschaltet. Dies vermindert zum einen die Antriebsleistung der Ölpumpe, wenn bei niedriger Last keine Kolbenkühlung nötig ist. Zum anderen wird bei kaltem Motor durch die höhere Kolbentemperatur die Kohlenwasserstoffemission reduziert.

## Versionen
Der OM 651 wurde in den Pkw-Modellen in zehn verschiedenen Leistungsstufen angeboten:

### OM 651 DE 18 LA red.*
| Verkaufsbezeichnung                                                                                 | Baureihe | Bauzeitraum    |
| --------------------------------------------------------------------------------------------------- | -------- | -------------- |
| Hubraum: 1796 cm³, Leistung: 80 kW (109 PS) bei 3200–4600/min, Drehmoment: 250 Nm bei 1400–2800/min |          |                |
| A 180 CDI A 180 CDI BlueEFFICIENCY                                                                  | W 176    | 2013 2012–2013 |
| B 180 CDI B 180 CDI BlueEFFICIENCY                                                                  | W 246    | 2013 2011–2013 |

### OM 651 DE 18 LA*
| Verkaufsbezeichnung                                                                                  | Baureihe | Bauzeitraum         |
| --- | -------- | ------------------- |
| Hubraum: 1796 cm³, Leistung: 100 kW (136 PS) bei 3600–4400/min, Drehmoment: 300 Nm bei 1600–3000/min |          |                     |
| A 200 CDI A 200 CDI BlueEFFICIENCY                                                                   | W 176    | 2013–2014 2012–2013 |
| B 200 CDI B 200 CDI BlueEFFICIENCY                                                                   | W 246    | 2013–2014 2011–2013 |
| CLA 200 CDI                                                                                          | C 117    | 2013–2014           |

### OM 651 DE 22 LA red.*
| Verkaufsbezeichnung                                                                                  | Baureihe  | Bauzeitraum                   |
| --- | --------- | ----------------------------- |
| Hubraum: 2143 cm³, Leistung: 70 kW (95 PS) bei 3800/min, Drehmoment: 250 Nm bei 1400–2400/min        |           |                               |
| Sprinter 210 CDI/310 CDI/510 CDI Sprinter 210 BlueTEC/310 BlueTEC/510 BlueTEC                        | W 906     | 2009–2016 2013–2016           |
| Vito 110 CDI                                                                                         | W/V 639   | seit 2010                     |
| Hubraum: 2143 cm³, Leistung: 84 kW (114 PS) bei 3800/min, Drehmoment: 300 Nm bei 1200–2200/min       |           |                               |
| Sprinter 211 CDI/311 CDI/411 CDI/511 CDI                                                             | W 906     | seit 06/2016                  |
| Sprinter 211 CDI/311 CDI/411 CDI/511 CDI                                                             | W 907/910 | seit 2018                     |
| Hubraum: 2143 cm³, Leistung: 88 kW (120 PS) bei 2800–4600/min, Drehmoment: 300 Nm bei 1400–2800/min  |           |                               |
| C 180 CDI C 180 CDI BlueEFFICIENCY                                                                   | W/S 204   | 2013–2014 2010–2013           |
| Hubraum: 2143 cm³, Leistung: 95 kW (129 PS) bei 3800/min, Drehmoment: 305 Nm bei 1200–2400/min       |           |                               |
| Sprinter 213 CDI/313 CDI/513 CDI Sprinter 213 BlueTEC/313 BlueTEC/413 BlueTEC/513 BlueTEC            | W 906     | 2009–2016 2013–2016           |
| Hubraum: 2143 cm³, Leistung: 100 kW (136 PS) bei 3800/min, Drehmoment: 330 Nm bei 1200–2400/min      |           |                               |
| V 200 CDI/Vito 114 CDI                                                                               | W/V 447   | seit 2014                     |
| Hubraum: 2143 cm³, Leistung: 100 kW (136 PS) bei 3400–4000/min, Drehmoment: 300 Nm bei 1400–3000/min |           |                               |
| A 200 CDI                                                                                            | W 176     | 2014–2015                     |
| B 200 CDI                                                                                            | W 246     | 2014–2015                     |
| CLA 200 CDI                                                                                          | C 117     | 2014–2015                     |
| GLA 200 CDI                                                                                          | X 156     | 2013–2015                     |
| Hubraum: 2143 cm³, Leistung: 100 kW (136 PS) bei 3200–4000/min, Drehmoment: 300 Nm bei 1400–3000/min |           |                               |
| A 200 d                                                                                              | W 176     | seit 2015                     |
| B 200 d                                                                                              | W 246     | 2015–2018                     |
| CLA 200 d                                                                                            | C 117     | seit 2015                     |
| GLA 200 d                                                                                            | X 156     | seit 2015                     |
| Hubraum: 2143 cm³, Leistung: 100 kW (136 PS) bei 2800–4600/min, Drehmoment: 350 Nm bei 1200–2700/min |           |                               |
| C 200 d (mit autom. Getriebe)                                                                        | W/S 205   | 2014–2018                     |
| Hubraum: 2143 cm³, Leistung: 100 kW (136 PS) bei 2800–3000/min, Drehmoment: 360 Nm bei 1600–2600/min |           |                               |
| C 200 CDI C 200 CDI BlueEFFICIENCY                                                                   | W/S 204   | 2013–2014 2009–2013           |
| E 200 CDI E 200 CDI BlueEFFICIENCY E 200 BlueTEC                                                     | W/S 212   | 2013–2014 2009–2013 seit 2014 |
| Viano 2.0 CDI/Vito 113 CDI                                                                           | W/V 639   | seit 2010                     |
| Hubraum: 2143 cm³, Leistung: 105 kW (143 PS) bei 3200/min, Drehmoment: 350 Nm bei 1200–2800/min      |           |                               |
| GLK 200 CDI BlueEFFICIENCY                                                                           | X 204     | seit 2010                     |
| Hubraum: 2143 cm³, Leistung: 105 kW (143 PS) bei 3800/min, Drehmoment: 330 Nm bei 1200–2400/min      |           |                               |
| Sprinter 214 CDI/314 CDI/514 CDI                                                                     | W 906     | seit 06/2016                  |
| Sprinter 214 CDI/314 CDI/414 CDI/514 CDI                                                             | W 907/910 | seit 2018                     |

### OM 651 DE 22 LA*
| Verkaufsbezeichnung                                                                                  | Baureihe  | Bauzeitraum                             |
| --- | --------- | --------------------------------------- |
| Hubraum: 2143 cm³, Leistung: 120 kW (163 PS) bei 3800/min, Drehmoment: 360 Nm bei 1400–2400/min      |           |                                         |
| Sprinter 216 CDI/316 CDI/416 CDI/516 CDI Sprinter 216 BlueTEC/316 BlueTEC/416 BlueTEC/516 BlueTEC    | W 906     | seit 2009 seit 2013                     |
| Viano 2.2 CDI/Vito 116 CDI                                                                           | W/V 639   | 2010–2014                               |
| Hubraum: 2143 cm³, Leistung: 120 kW (163 PS) bei 3800/min, Drehmoment: 380 Nm bei 1400–2400/min      |           |                                         |
| Sprinter 216 CDI/316 CDI/416 CDI/516 CDI                                                             | W 907     | seit 2018                               |
| V 220 CDI/Vito 116 CDI                                                                               | W/V 447   | seit 2014                               |
| Hubraum: 2143 cm³, Leistung: 125 kW (170 PS) bei 3600–4400/min, Drehmoment: 350 Nm bei 1600–3200/min |           |                                         |
| GLA 220 CDI                                                                                          | X 156     | 2013–2015                               |
| Hubraum: 2143 cm³, Leistung: 125 kW (170 PS) bei 3400–4000/min, Drehmoment: 350 Nm bei 1400–3400/min |           |                                         |
| A 220 CDI A 220 CDI BlueEFFICIENCY                                                                   | W 176     | 2013–2015 2012–2013                     |
| B 220 CDI B 220 CDI BlueEFFICIENCY                                                                   | W 246     | 2013–2014 2012–2013                     |
| CLA 220 CDI                                                                                          | C 117     | 2013–2014                               |
| Hubraum: 2143 cm³, Leistung: 125 kW (170 PS) bei 3400–4000/min, Drehmoment: 400 Nm bei 1400–2800/min |           |                                         |
| C 220 CDI C 220 CDI BlueEFFICIENCY                                                                   | W/S/C 204 | 2013–2015 2009–2013                     |
| C 220 BlueTEC C 220 d C 220 BlueTEC BlueEFFICIENCY Edition C 220 d BlueEFFICIENCY Edition            | W 205     | 2014–2015 seit 2015 2014–2015 seit 2015 |
| CLS 220 BlueTEC CLS 220 d                                                                            | C/X 218   | 2014–2015 2015–2018                     |
| E 220 CDI E 220 CDI BlueEFFICIENCY E 220 BlueTEC                                                     | C/A 207   | 2013–2014 2010–2013 2014–2017           |
| E 220 CDI E 220 CDI BlueEFFICIENCY E 220 BlueTEC                                                     | W/S 212   | 2013–2014 2009–2013 2014–2016           |
| E 220 CDI Edition E 220 BlueTEC BlueEFFICIENCY E 220 CDI BlueEFFICIENCY Edition                      | W 212     | 2012–2013 seit 2013 2012–2013           |
| GLC 220 d 4MATIC                                                                                     | X 253     | 2015–2019                               |
| GLK 220 CDI (4MATIC) GLK 220 CDI (4MATIC) BlueEFFICIENCY GLK 220 BlueTEC 4MATIC                      | X 204     | 2013–2015 2009–2013 2012–2015           |
| Hubraum: 2143 cm³, Leistung: 130 kW (177 PS) bei 3400–4000/min, Drehmoment: 350 Nm bei 1400–3400/min |           |                                         |
| B 220 CDI                                                                                            | W 246     | 2014–2015                               |
| CLA 220 CDI                                                                                          | C 117     | 2014–2015                               |
| Hubraum: 2143 cm³, Leistung: 130 kW (177 PS) bei 3600–3800/min, Drehmoment: 350 Nm bei 1400–3400/min |           |                                         |
| A 220 d                                                                                              | W 176     | seit 2015                               |
| B 220 d                                                                                              | W 246     | 2015–2018                               |
| CLA 220 d                                                                                            | C 117     | seit 2015                               |
| GLA 220 d                                                                                            | X 156     | seit 2015                               |
| Hubraum: 2143 cm³, Leistung: 140 kW (190 PS) bei 3800/min, Drehmoment: 440 Nm bei 1400–2400/min      |           |                                         |
| V 250 BlueTEC/Vito 119 BlueTEC                                                                       | W/V 447   | seit 2014                               |
| Hubraum: 2143 cm³, Leistung: 150 kW (204 PS) bei 4200/min, Drehmoment: 500 Nm bei 1600–1800/min      |           |                                         |
| C 250 CDI C 250 CDI BlueEFFICIENCY                                                                   | W/S/C 204 | 2013–2015 2008–2013                     |
| C 250 BlueTEC C 250 d                                                                                | W/S 205   | 2014–2015 seit 2015                     |
| C 300 BlueTEC HYBRID C 300 h                                                                         | W/S 205   | 2014–2015 seit 2015                     |
| CLS 250 CDI CLS 250 CDI BlueEFFICIENCY CLS 250 BlueTEC CLS 250 d                                     | C/X 218   | 2013–2014 2011–2013 2014–2015 2015–2018 |
| E 250 CDI E 250 CDI BlueEFFICIENCY E 250 BlueTEC                                                     | C/A 207   | 2013–2014 2009–2013 2014–2017           |
| E 250 CDI E 250 CDI BlueEFFICIENCY E 250 BlueTEC                                                     | W/S 212   | 2013–2014 2009–2013 2014–2016           |
| E 300 BlueTEC HYBRID                                                                                 | W 212     | 2012–2015                               |
| GLC 250 d 4MATIC                                                                                     | X 253     | 2015–2019                               |
| GLK 250 CDI 4MATIC BlueEFFICIENCY GLK 250 BlueTEC                                                    | X 204     | 2009–2012 2012–2015                     |
| ML 250 BlueTEC                                                                                       | W 166     | seit 2011                               |
| S 250 CDI BlueEFFICIENCY                                                                             | W/V 221   | 2011–2013                               |
| S 300 BlueTEC HYBRID S 300 h                                                                         | W/V 222   | 2014–2015 2015–2017                     |
| SLK/SLC 250 d SLK 250 CDI SLK 250 CDI BlueEFFICIENCY                                                 | R 172     | 2015–2017 2013–2015 2012–2013           |

* Die Motorbezeichnung ist wie folgt verschlüsselt:
OM = Ölmotor (Diesel), Baureihe = 3-stellig, DE = Direkteinspritzung, Hubraum = Deziliter (gerundet), L = Ladeluftkühlung, A = Abgasturbolader, red. = leistungsreduziert
Laut Mercedes-Benz war der Motor aber noch nicht an seiner Leistungsgrenze angelangt. Mindestens 162 kW (220 PS) wären möglich gewesen. Auch das Drehmoment des Motors hätte soweit gesteigert werden können, dass er hinsichtlich seiner Leistungsdaten durchaus ein Ersatz für den aktuellen OM 642 im 320 CDI mit 165 kW (224 PS) und 540 Nm Drehmoment hätte sein können.
Alle Versionen erfüllen die Euro-5-Abgasnorm und der Motor war in seiner Grundkonstruktion schon für die Euro-6-Abgasnorm, die der ML 250 BlueTEC ab 2011 erfüllt, ausgelegt.

## Verwendung
Zuerst angeboten wurde der Motor in der C-Klasse Baureihe 204 im Spätsommer 2008 in einer als „PrimeEdition“ bezeichneten Frontrunnerserie (5000 Stück). Darauf folgte der Einsatz im GLK und seit Mai 2009 in der E-Klasse Baureihe 212/Baureihe 207. Ab 2010 wurden auch die restlichen Baureihen mit der neuen Maschine ausgerüstet. Dieser Motor wurde von September 2010 bis Juni 2013 mit der höchsten Ausbaustufe in der S-Klasse angeboten. Von Ende 2011 bis Ende 2014 wurde er auch in der B-Klasse eingebaut, hier jedoch quer. Dabei wurde der Hubraum auf 1,8 Liter verkleinert.

## Technische Probleme
Kurz nach Markteinführung des Motors wurden Qualitätsprobleme mit den von Delphi gelieferten Piezo-Injektoren bekannt. Hiervon waren die beiden stärkeren Ausbaustufen mit 125 kW (170 PS) und 150 kW (204 PS) betroffen, die leistungsschwächeren Varianten hingegen nicht, da sie über magnetisch angesteuerte Injektoren verfügen. Das Problem konnte bei einer Laufleistung um 50.000 km auftreten. Die betroffenen Motoren verfügen im Schadensfall nur noch über eine eingeschränkte Leistung, da die Motoren selbstständig in das Notlaufprogramm schalteten, um weitere Schäden zu vermeiden. Das Fahrzeug lässt sich so mit geringer Geschwindigkeit weiterfahren. Kritisch wurde von einigen Kunden aufgenommen, dass Mercedes-Benz durch Kapazitätsengpässe beim Zulieferer nicht alle Injektoren der schadhaften Serie beim betroffenen Fahrzeug austauschen ließ, sondern nur einzelne ausgefallene Injektoren. Dies führte dazu, dass Kunden bis zu viermal eine Werkstatt aufsuchen mussten, damit alle vier Injektoren getauscht wurden. Im weiteren Verlauf wurden jedoch auch alle Injektoren auf einmal ausgetauscht. Insgesamt waren unterschiedlichen Quellen zufolge zwischen 2.800 und 50.000 Fahrzeuge betroffen, an anderer Stelle ist von bis zu 300.000 Fahrzeugen die Rede. Aufgrund der hohen Ausfallquote werden nur noch wenige Motoren mit Delphi-Piezo-Injektoren gebaut. Die Leistungsfähigkeit der Delphi-Magnet-Injektoren wurde bis auf 145 kW (197 PS) gesteigert, sodass auch die 220 CDI und 250 CDI-Modelle damit ausgestattet werden. Außerdem kommen vereinzelt auch Bosch-Magnet-Injektoren in den Allrad- und M-Klasse-Varianten zum Einsatz.
Ein weiteres Problem ist die Wasserpumpe. Diese kann undicht werden.
Der Motor ist mit Stirnrädern sowie einer kurzen Einfachrollenkette („Simplex-Steuerkette“) ausgestattet. Erhöhter Verschleiß der Steuerkette, häufig bedingt durch einen Defekt am Kettenspanner, sind bei höherer Laufleistung gelegentlich zu verzeichnen. Der Tausch der Steuerkette ist recht aufwändig, da die Steuerkette auf der hinteren Motorseite verbaut ist.
Ende November 2014 wurden erneut Probleme mit dem Kettenspanner bekannt. Danach kann der Kettenspanner versagen und möglicherweise Motoröl austreten. Alle Fahrzeuge, die zwischen Februar und November 2014 produziert worden waren, wurden vom Hersteller zurückgerufen.

## Abgasaffäre
Der Dieselmotor OM 651 war laut Medienberichten von Süddeutscher Zeitung, WDR und NDR unter Berufung auf einen Durchsuchungsbeschluss aus dem Mai 2017 Bestandteil der Ermittlungen der Staatsanwaltschaft Stuttgart. Diese ging dem Verdacht nach, ob der Motor eine unzulässige Abschalteinrichtung enthält, wodurch die Abgaswerte auf dem Prüfstand besser als im tatsächlichen Fahrbetrieb sind. Betroffen sollten mehr als eine Million Fahrzeuge unterschiedlicher Fahrzeugklassen sein, welche in den Jahren 2008 bis 2016 in Europa und den USA mit einem unzulässig hohen Schadstoffausstoß verkauft worden seien. Inzwischen gab es einen offiziellen Rückruf, bei dem die Abschalteinrichtungen beim Motor OM 651 (und beim OM 642) entfernt wurden. Betroffen waren diverse zwischen 2011 und 2018 gebaute Modelle. Im April 2019 wurde bekannt, dass bei rund 60.000 Mercedes-Benz-Modellen GLK 220 CDI mit dem Motor OM 651, die zwischen 2012 und 2015 produziert worden waren, der gesetzliche Grenzwert für Stickoxide deutlich überschritten wird. Es besteht der Verdacht einer unzulässigen Abschaltvorrichtung.
Dieser Verdacht hat sich für Deutschland bestätigt in den behördlich überwachten KBA-Rückrufen für:
- KBA 8227 – GLC 220d/GLC 250d: 06.2015 bis 06.2018
- KBA 8251, 8252, 8253, 8314 – Vito 2.2 Diesel: 09.2014 bis 09.2016 (mal für Pkw-Zulassungen in M1, mal für Nutzfahrzeug-Zulassungen in N1)

Der ADAC veröffentlichte dazu noch:
- C 220d/C 250d und C 220, C 250 BlueTEC: 12.2013 bis 05.2018
- S 300 BlueTEC HYBRID / S 300 h : 12.2013 bis 09.2016
- ML 250 BlueTEC: 08.2011 bis 06.2015
- u.U. auch GLE 250d

Das KBA erließ im Oktober 2019 per Bescheid einen dritten Rückruf.
Das Landgericht Stuttgart urteilte im März 2021 nach einem Prozess zum OM 651, die Daimler AG als Beklagte habe wegen Täuschung des Kraftfahrt-Bundesamtes (KBA) und der Verbraucher sowie der wegen Beeinträchtigung der Umwelt sittenwidrig gehandelt. Dies sei vorsätzlich geschehen. Der Klägerin, Käuferin eines Mercedes-Benz C 220, wurden rund 25.000 Euro Schadenersatz zugestanden (Az.: 7 O 224/20).
Die Verbraucherrechtskanzlei Decker & Böse äußerte, dieses Urteil sei „ein Meilenstein für die Klagen von Verbrauchern im Diesel-Skandal, nicht nur für Klagen gegen Daimler“. Zum ersten Mal sei ein Gericht erkennbar dem Beschluss des Bundesgerichtshofes von Anfang Januar 2021 gefolgt, wonach der Vorwurf einer Täuschung des KBA vom Gericht genau zu prüfen ist (Az.: VI ZR 433/19).